# Tourisme en Russie

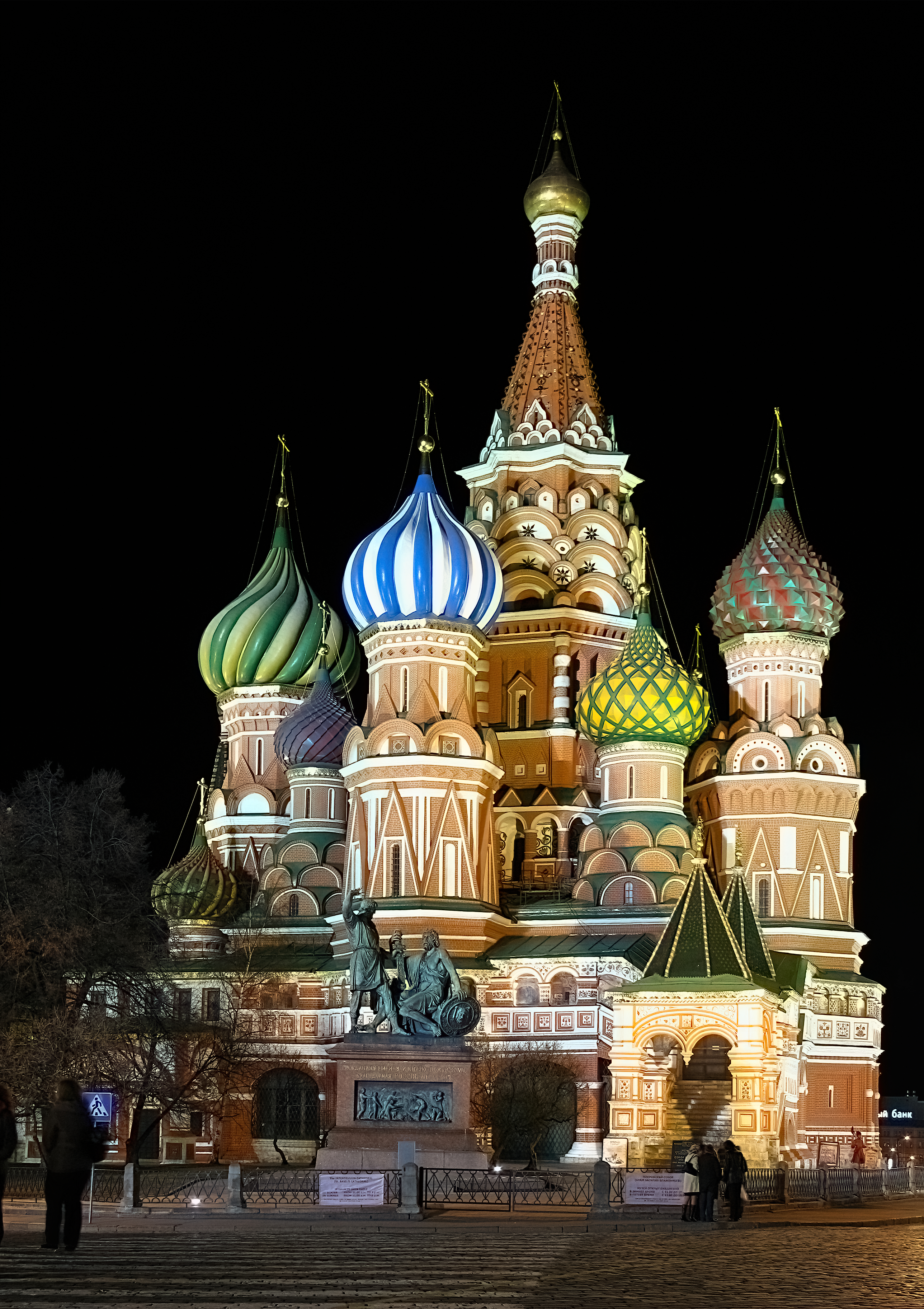
Couleurs de la Cathédrale Saint-Basil vues de nuit

Le tourisme en Russie était en croissance entre la chute de l'URSS jusqu'à l'invasion de l'Ukraine, d'abord grâce au tourisme intérieur puis également grâce au tourisme international. Un héritage culturel riche et une grande variété de paysages font du pays l'une des destinations touristiques les plus populaires du monde. Le pays compte 23 sites inscrits au patrimoine mondial de l'UNESCO, avec bien plus sur la liste indicative de l'UNESCO.
Un grand nombre de touristes font un voyage dans les vieilles villes de l'anneau d'or, ou font une croisière sur l'une des grands fleuves comme la Volga, ou font un long voyage dans le transsibérien. Les régions et différentes cultures ethniques de Russie ont chacune une variété de plats et souvenirs locaux, et ont des traditions très variées, de la bania russe, Nijni Novgorod Khokhloma et Matriochka au festival tatar Sabantuy en passant par les rituels chamaniques de Sibérie. En 2013, 28,4 millions de touristes ont visité la Russie ; il s'agit du 9e pays le plus visité au monde (7e en Europe).

## Principaux points d'entrée et formalités
À moins d'en être exemptés, les touristes visitant la Russie doivent acheter un visa, en plus de leur passeport valide. Les visas ne peuvent pas être achetés à la frontière, et les touristes doivent présenter tous les documents nécessaires à la frontière.

### Air
- Aéroport de Moscou-Domodedovo (DME)
- Aéroport de Moscou-Cheremetievo (SVO)
- Aéroport international de Vnoukovo (VKO), Moscou
- Aéroport de Poulkovo (LED), Saint-Pétersbourg
- Aéroport Koltsovo (SVX), Iekaterinbourg

### Terre
- Vartius, depuis la Finlande

## Statistiques
En 2013, 27 millions de touristes étrangers ont visité la Russie, ce qui apporta 11,2 milliards de dollars au pays en reçus de touristes internationaux. Si l'on compte les touristes russes et étrangers, l'industrie du tourisme a rapporté 860 milliards de roubles au PIB de la Russie, et emploie 966 500 personnes dans le pays.
Le pays a accueilli 6 millions de touristes en 2020, ce qui les place au 31e rang mondial en termes absolus et a généré environ 4,34 milliards d'euros dans le seul secteur du tourisme. Cela correspond à 0,33 % du produit intérieur brut. Deux ans plus tard le nombre de touristes est tombé à environ 200 000, une réduction de 96,1 %.

## Tourisme culturel

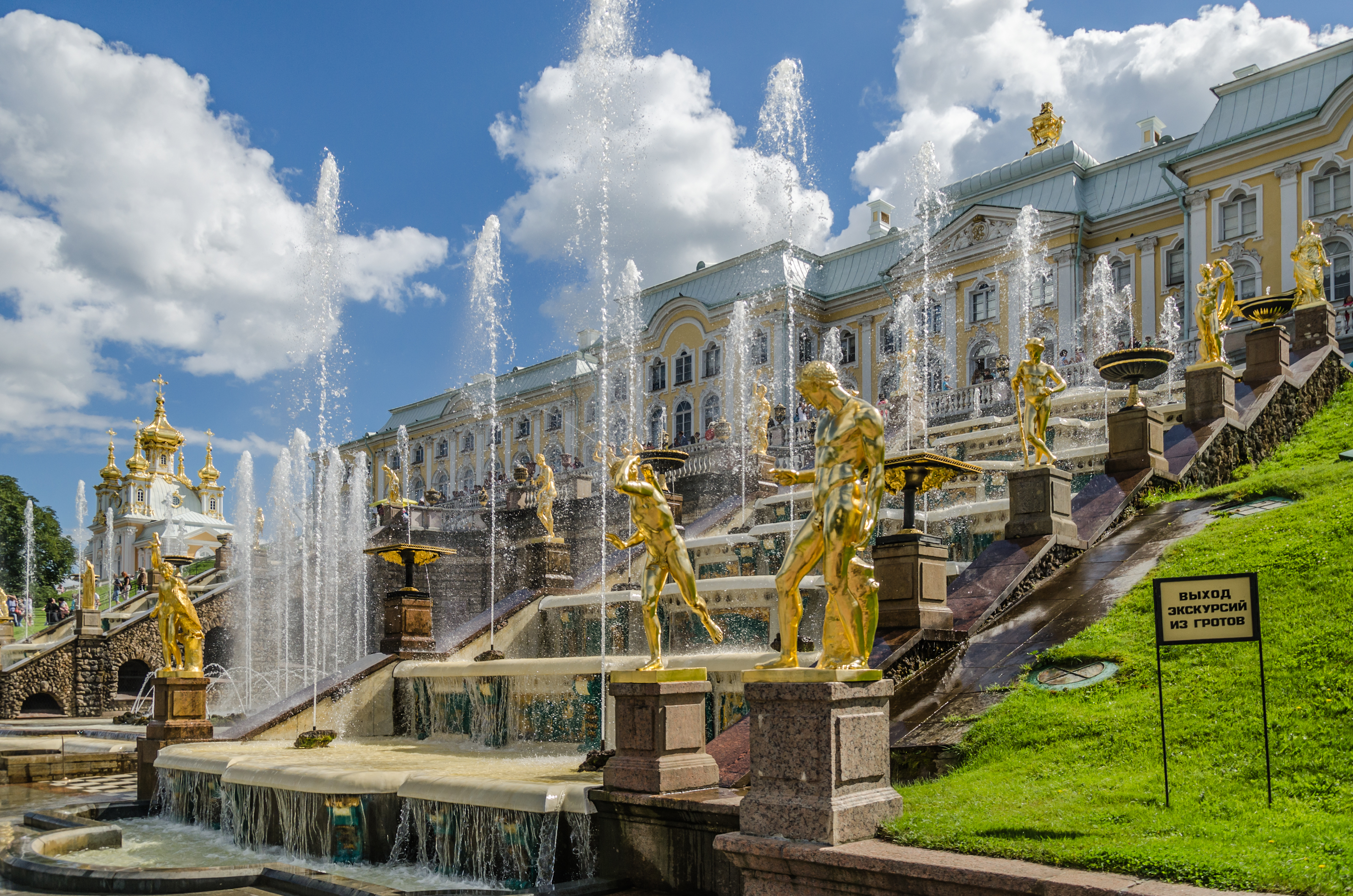
Grande Cascade de Peterhof, palais surnommé "le Versailles de Russie", une destination touristique de Saint-Pétersbourg

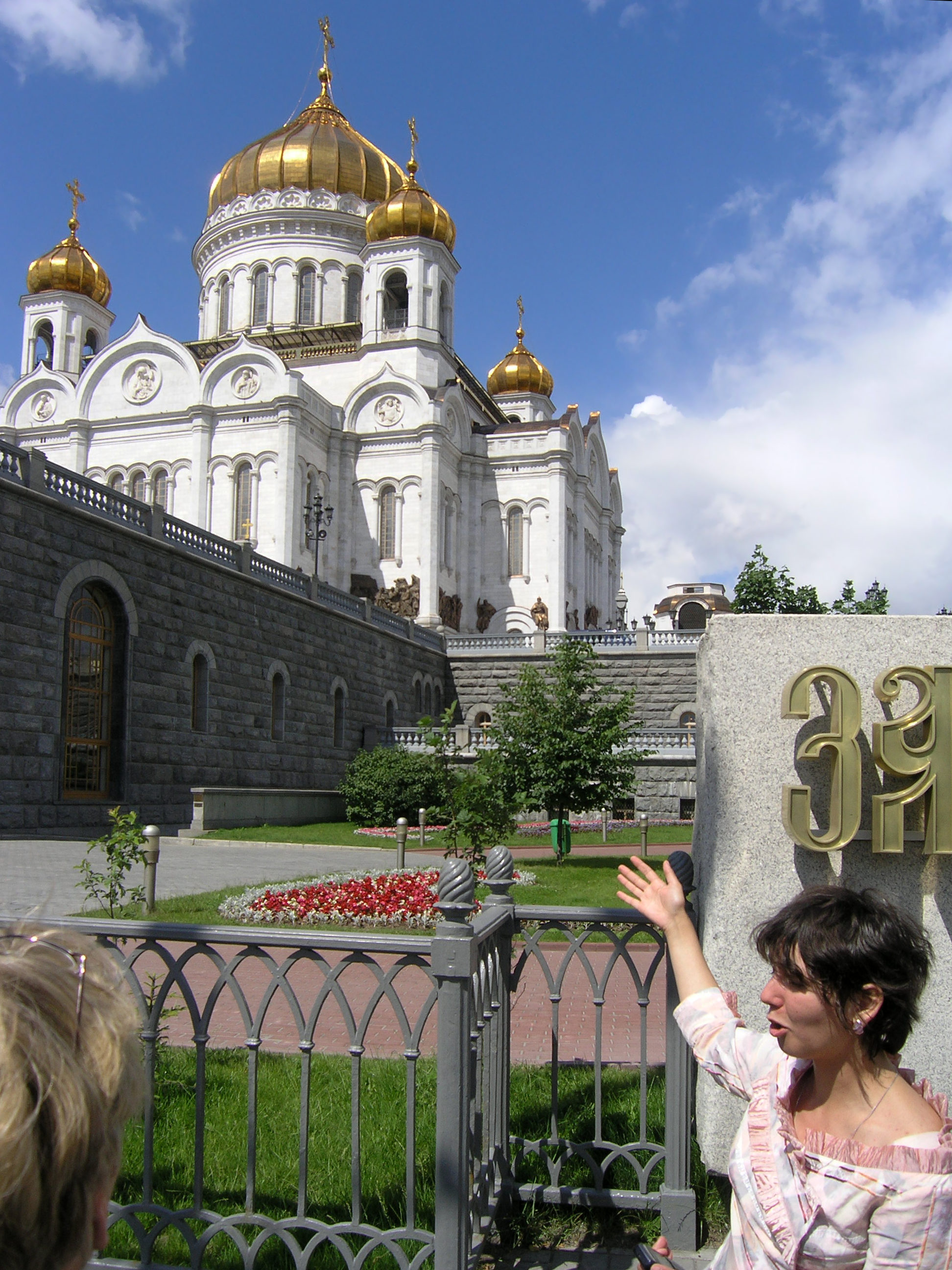
Guide à Moscou

Les destinations touristiques les plus populaires en Russie sont Saint-Pétersbourg (qui est dans la liste des villes européennes les plus visitées en 2010) et Moscou, l'ancienne et l'actuelle capitale du pays et des grands centres culturels, reconnues comme villes mondiales. Moscou et Saint-Pétersbourg ont des musées réputés dans le monde entier tels que le musée de l'Ermitage et la galerie Tretiakov, ainsi que des théâtres célèbres comme le Bolchoï et le Mariinsky, des églises telles que la cathédrale Saint-Basile, la cathédrale du Christ-Sauveur, la cathédrale Saint-Isaac et la cathédrale Saint-Sauveur-sur-le-Sang-Versé, des fortifications impressionnantes comme le Kremlin de Moscou et la forteresse Pierre-et-Paul, des belles places comme la Place Rouge et la Place du Palais, et des rues telles que la Rue Tverskaïa et la Perspective Nevski. Des palais riches et des parcs magnifiques se trouvent dans les anciennes résidences impériales dans la banlieue de Moscou (Kolomenskoïe, Tsaritsyno) et de Saint-Pétersbourg (Peterhof, Strelna, Oranienbaum, Gatchina, Pavlovsk, Pouchkine). Moscou a également beaucoup de bâtiments de l'ère soviétique ainsi que des gratte-ciel modernes, tandis que Saint-Pétersbourg, que l'on surnomme la Venise du Nord, est d'architecture classique, avec un grand nombre de rivières, de canaux et de ponts.

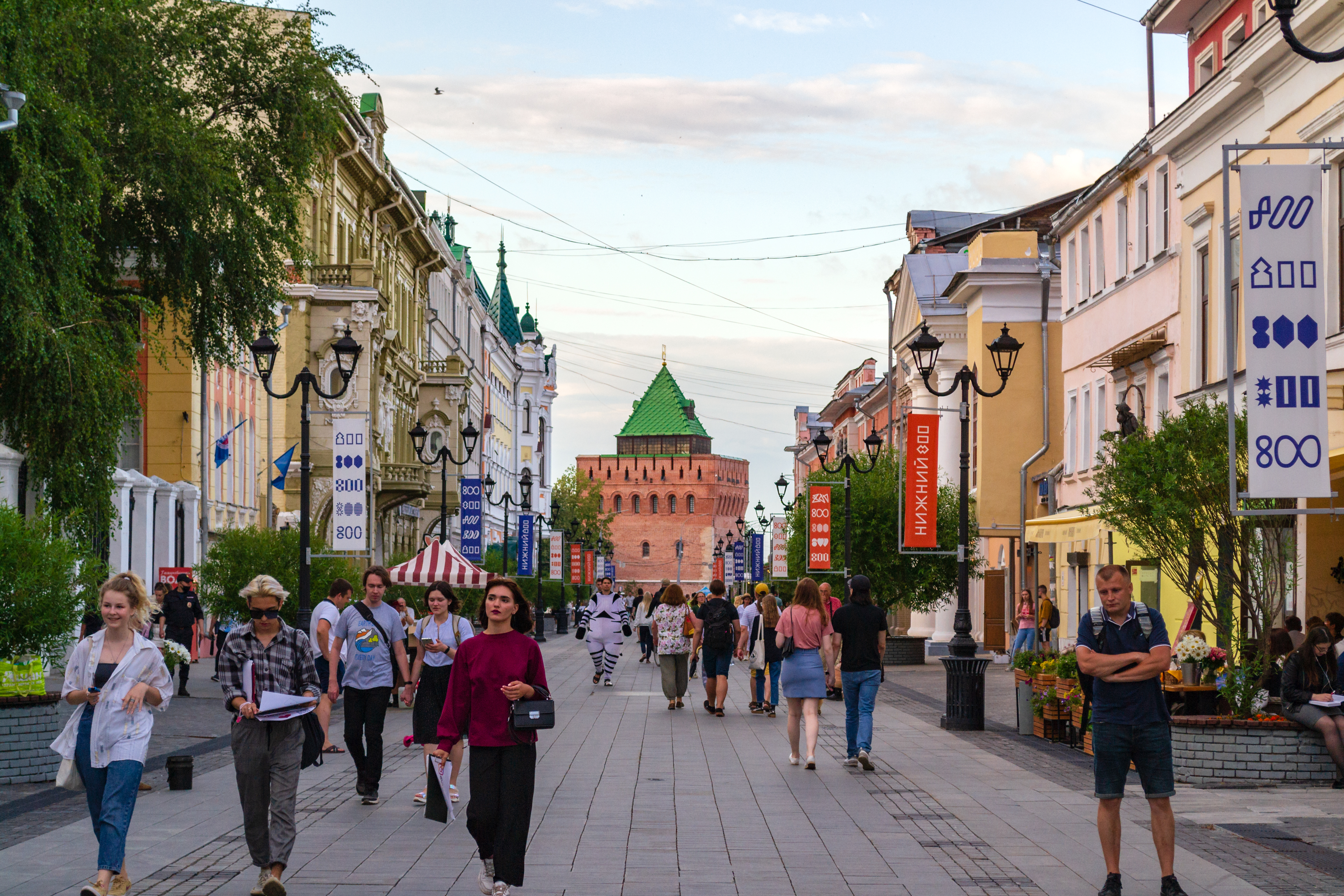
Nijni Novgorod. Rue Bolchaïa Pokrovskaïa

Nijni Novgorod est la capitale de la région de la Volga. Il est considéré comme « petit frère » de Moscou. Parce qu'il a son propre Kremlin, le métro, le soi-disant « Arbat de Nijni Novgorod » (rue Bolchaïa Pokrovskaïa) et même une copie du monument à Minine et Pojarski, dont l'original se trouve dans la capitale russe. Nijni Novgorod est divisé en deux parties par la rivière Oka. La Ville Haute est la partie historique. Voici le Kremlin, la place de Minine et Pojarski, la rue Bolchaïa Pokrovskaïa et la rue Rojdestvenskaïa avec l'église de la Nativité, les boîtes de nuit, les espaces ouverts, un grand nombre de monuments et des lieux simplement historiques. La Ville Basse est sa partie industrielle et commerciale. Voici la Foire, l'ancien Sormovo et Kanavino, GAZ et Sotsgorod (la soi-disant « ville dans la ville »), la gare, un aéroport et de nombreuses attractions pour les personnes qui veulent voir les styles de underground, industriel et grunge . La ville est le principal point de départ pour les croisières le long de la Volga. De là commence l'expédition à Moscou et à Saint-Pétersbourg
Kazan, la capitale du Tatarstan, est un mélange unique de culture chrétienne russe et de culture musulmane tatare. La ville a déposé sa marque La troisième capitale de Russie, même si plusieurs autres grandes villes russes sont en compétition pour ce statut, comme Samara, Novossibirsk, Iekaterinbourg et Nijni Novgorod, qui sont toutes des centres culturels majeurs avec une histoire riche et une architecture renommée.
Novgorod, Pskov, Dmitrov au nord-ouest de Moscou et d'autre part les villes de l'anneau d'or (Vladimir, Iaroslavl, Kostroma et d'autres) au nord-est de la capitale ont préservé l'architecture et l'esprit de la Russie antique et médiévale, et comptent aussi parmi les destinations touristiques importantes. Plusieurs vieilles fortifications (typiquement, des kremlins), des monastères et des églises sont dispersées dans toute la Russie, ce qui fait que le patrimoine de la Russie est présent à la fois dans les grandes villes et dans les zones plus isolées.

## Complexes touristiques et tourisme naturel

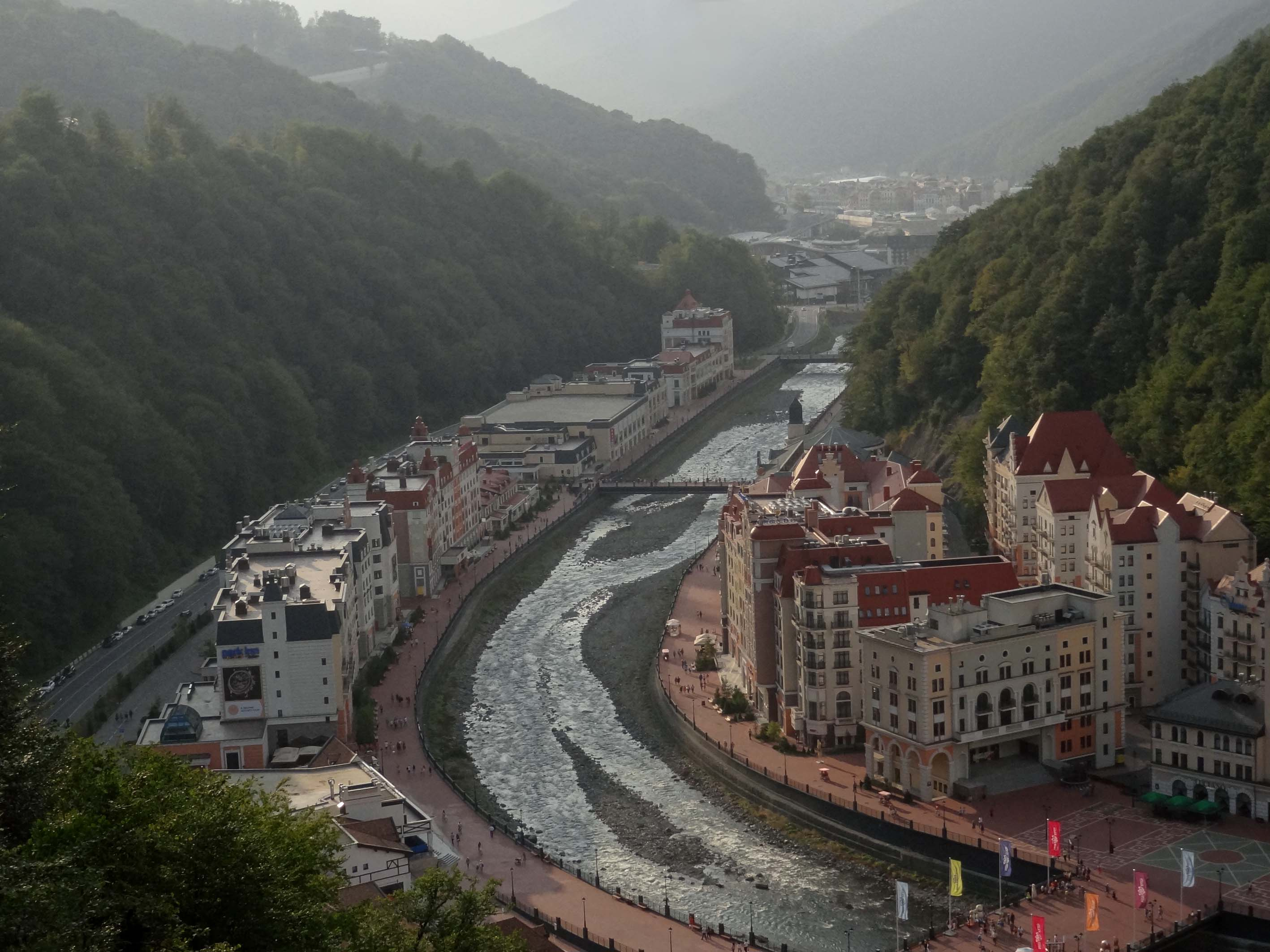
Complexe touristique de Rosa Khutor

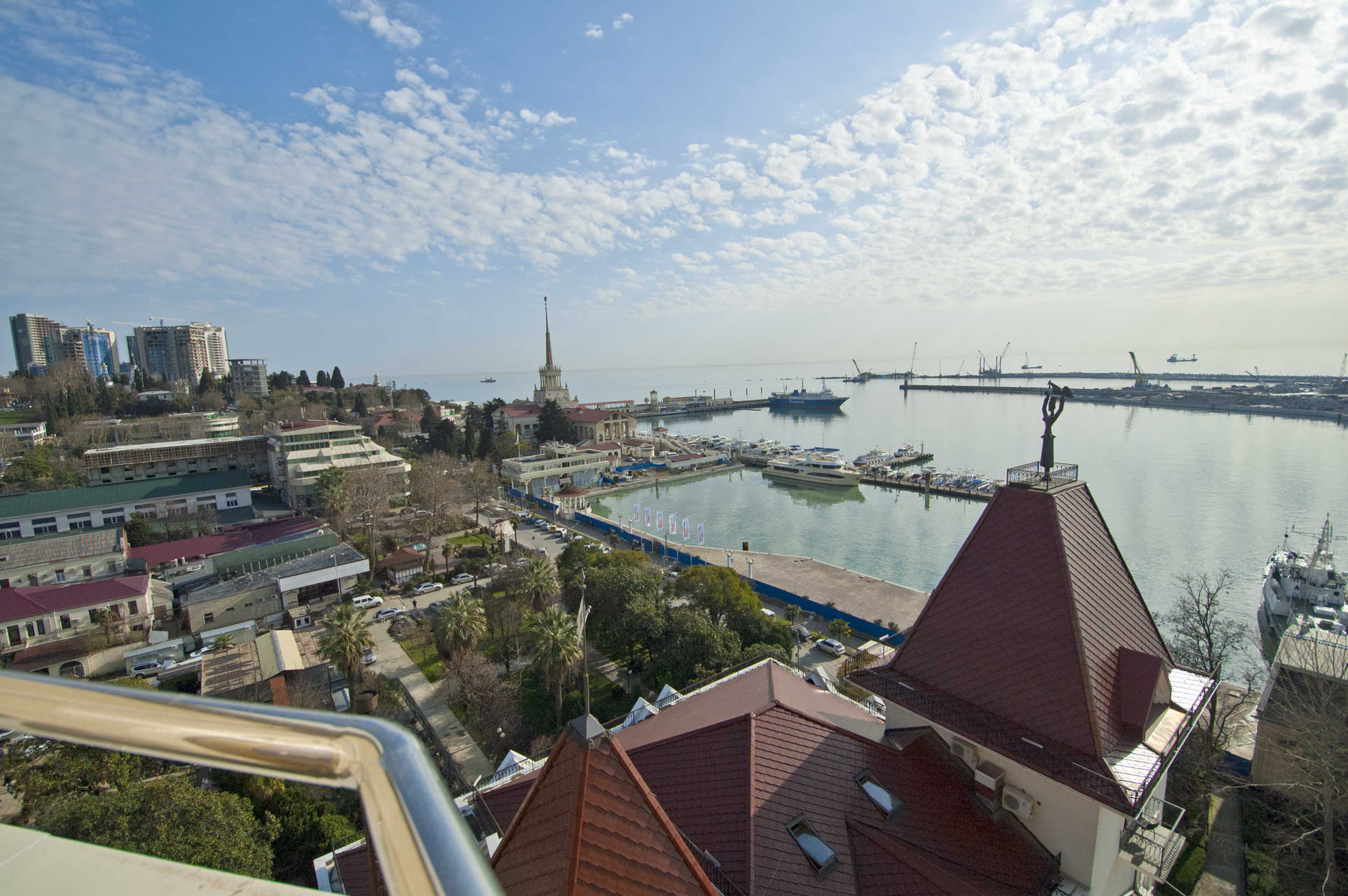
Sotchi, une station balnéaire sur la Mer Noire qui accueillit les jeux olympiques d'hiver en 2014

Le littoral de la mer Noire, de climat chaud subtropical, est parsemé de stations balnéaires populaires, comme la Crimée et Sotchi, réputés pour leurs  plages et leur écosystème naturel. Mais il y a également des stations de ski à Sotchi, comme la Krasnaïa Poliana : la ville accueillit les jeux olympiques d'hiver 2014. Les montagnes de Ciscaucasie ont également des stations de sports d'hiver populaires, comme à Dombaï en Karatchaïevo-Tcherkessie.
La destination touristique naturelle la plus connue en Russie est le lac Baïkal, que l'on appelle l'Œil bleu de Sibérie. Ce lac unique, le plus vieux et le plus profond au monde, a une eau très claire, et est entouré de montagnes couvertes par la taïga.
D'autres destinations naturelles populaires sont par exemple le Kamchatka et ses volcans et geysers, la Carélie et ses nombreux lacs et roches granitiques, l'Altaï et ses montagnes enneigées, la Touva et ses steppes sauvages, l'Adyguée et le mont Ficht, la Tchétchénie et son lac Kezenoïam, et la République de Carélie et son canyon à Ruskeala.

### La Crimée
La Crimée, située en Ukraine, est réputée pour ses plages de Yalta, d'Aloupka, Eupatoria, Hourzouf, Alouchta, Sudak, Feodosiya, ainsi que son massif qui se jette abruptement dans la mer. Elle est l'une des régions les plus touristiques du pays depuis son annexion par la Russie, accueillant majoritairement des touristes en provenance de Russie. Le secteur touristique représentait plus de 30 % du PIB de la Crimée. En 2016, la Crimée a accueilli 7 millions de personnes. Les touristes, à 80 % russes et biélorusses, viennent profiter des plages de la côte méridionale entre juin et septembre. À Yalta, la population est multipliée par six en été, avec plus de 500 000 touristes en 2016.

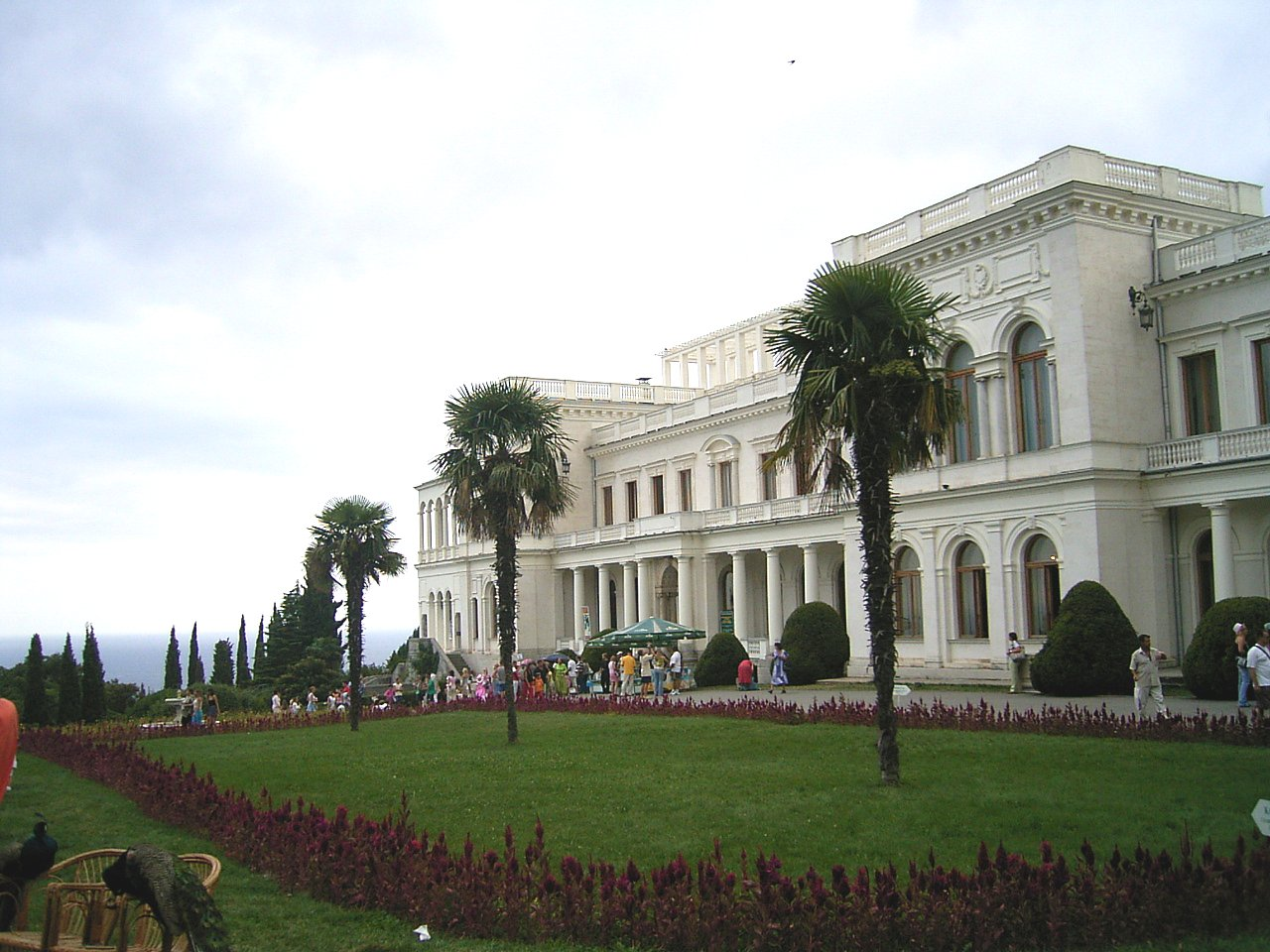
Palais de Livadia, Yalta

On distingue trois régions principales à vocation touristique :
- la côte sud, qui avec Yalta et Alouchta, est la plus fréquentée. C’est une région touristique de longue date et c’est aussi la plus luxueuse. Yalta compte 92 stations de « traitement » c’est-à-dire de « remise en forme » (27 000 places), Aloutcha 16 pour 11 000 places ;
- la côte occidentale (Eupatoria, 25 000 places et Saky), célèbre pour ses bains de boues ;
- la côte orientale qui s’étend d’Alouchta à Théodosie (ou Féodossia). Il s’agit d’une région bon-marché.

#### Yalta
Yalta est l'une des stations balnéaires les plus importantes de Crimée, aussi connue pour être la ville qui a abrité la célèbre conférence de Yalta entre Staline, Roosevelt et Churchill durant la Seconde Guerre mondiale, au Palais de Livadia. La ville possède de très nombreuses plages, une promenade bordée de palmiers le long de la côte et est aussi le départ de nombreuses excursions touristiques pour visiter la Crimée. Plus de 500 000 touristes y sont allés en 2016. La plus grande ligne de trolleybus du monde relie Yalta à Simferopol, capitale de la Crimée et notamment son aéroport international.  

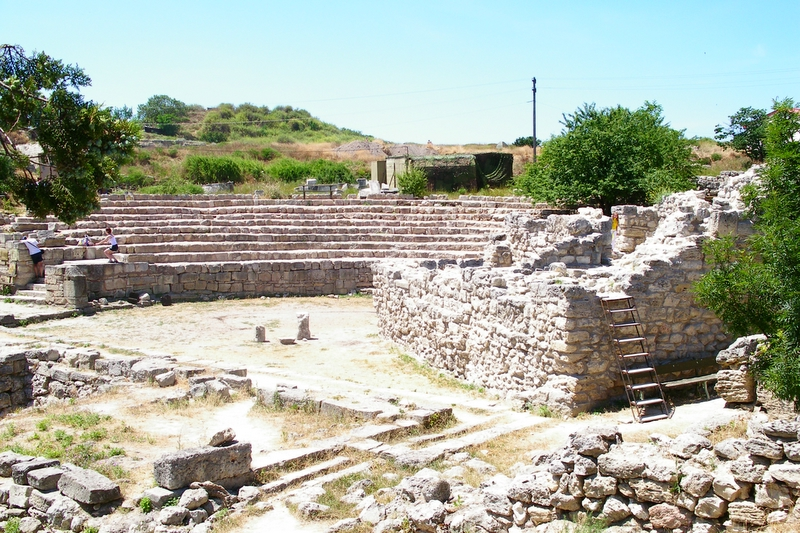
Chersonèse

#### Sébastopol
Sébastopol est une ville de l'ouest de la Crimée et une destination populaire pour ses plages, ainsi que de nombreuses excursions touristiques dans les environs, comme les vignes et les petits villages aux alentours. C'est aussi un port militaire important, et on peut visiter l'ancienne base des sous-marins nucléaires soviétiques à Balaklava. La ville de Chersonèse est un important site archéologique, fondé en 600 av. J.-C. par les exilés d’Héraclée du Pont.

## Souvenirs et cuisine
Les souvenirs typiques sont par exemple la poupée russe et d'autres produits artisanaux, les samovars pour chauffer l'eau, les chapeaux d'hiver (ouchanka et papakha) et les vêtements de fourrure. La vodka et le caviar sont populaires auprès des touristes, sans oublier le miel, les blinis, le pelmeni, le borsch (d'origine ukrainienne), ainsi que d'autres produits et plats typiques de la cuisine russe.

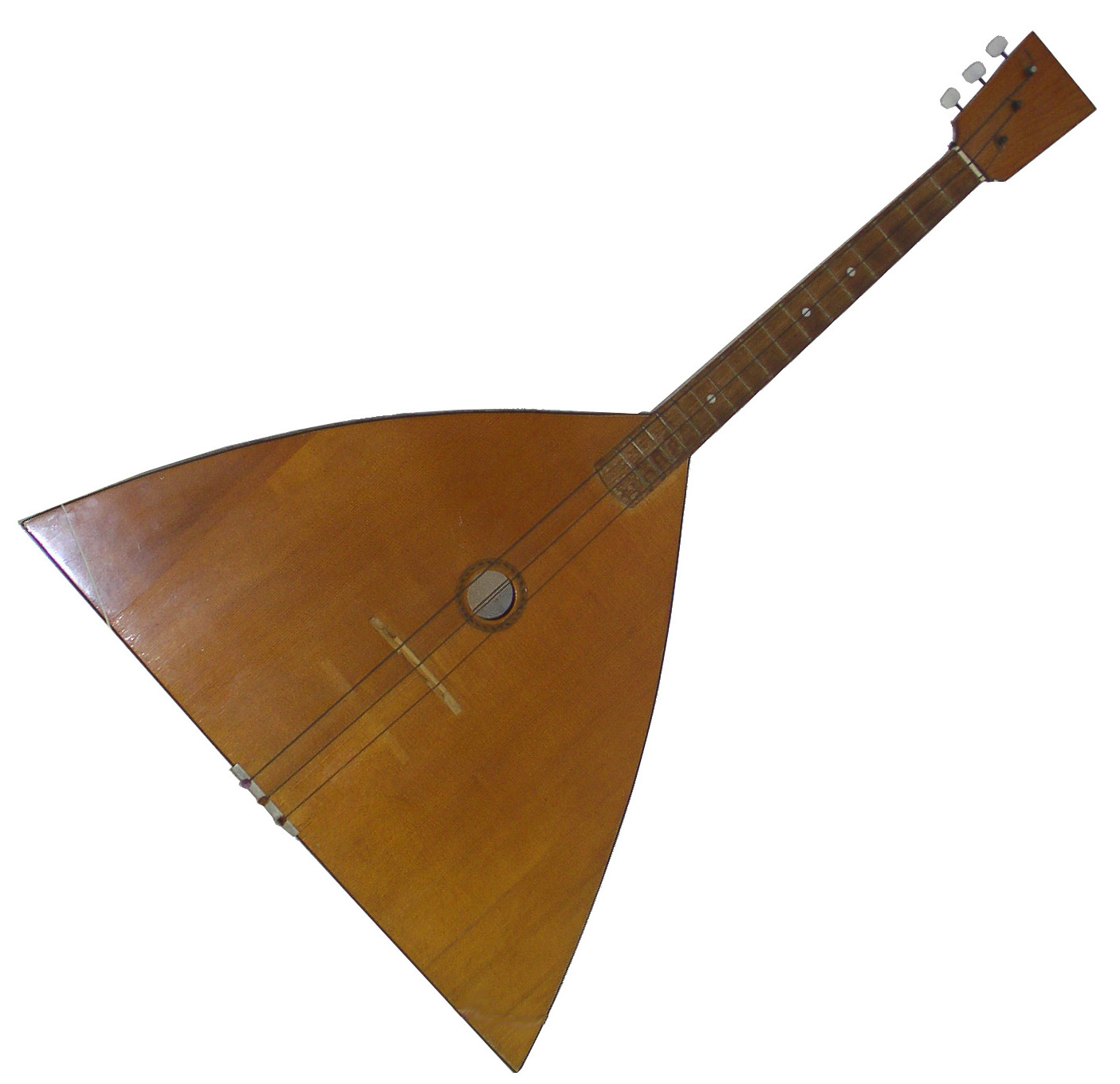
Balalaïka
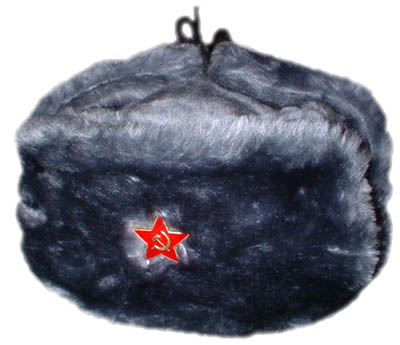
Ouchanka
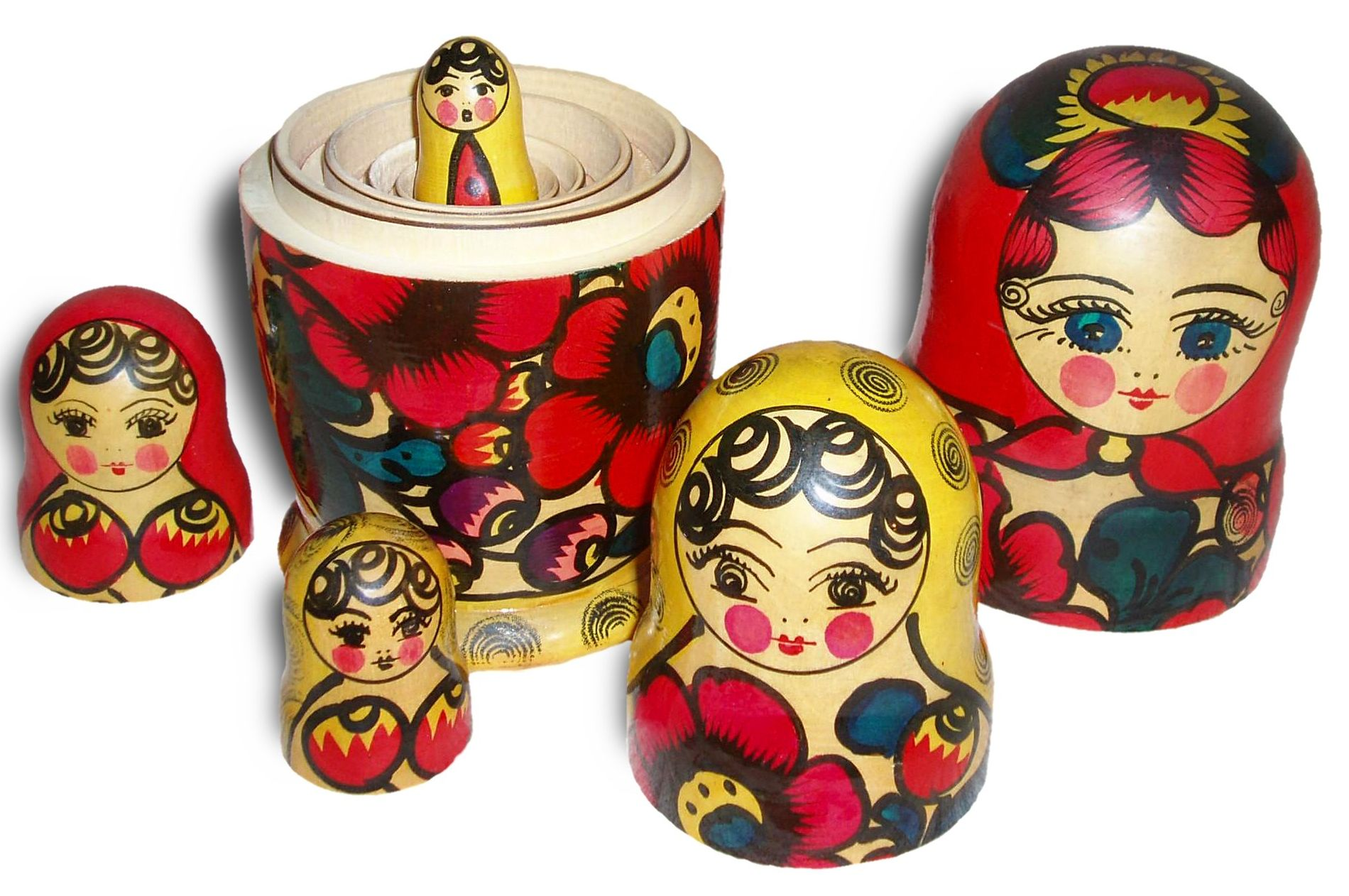
Poupées russes
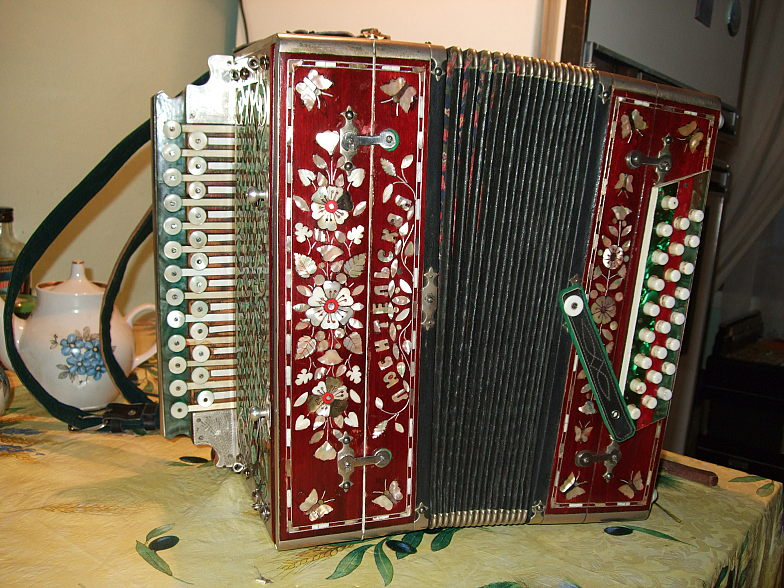
Garmon
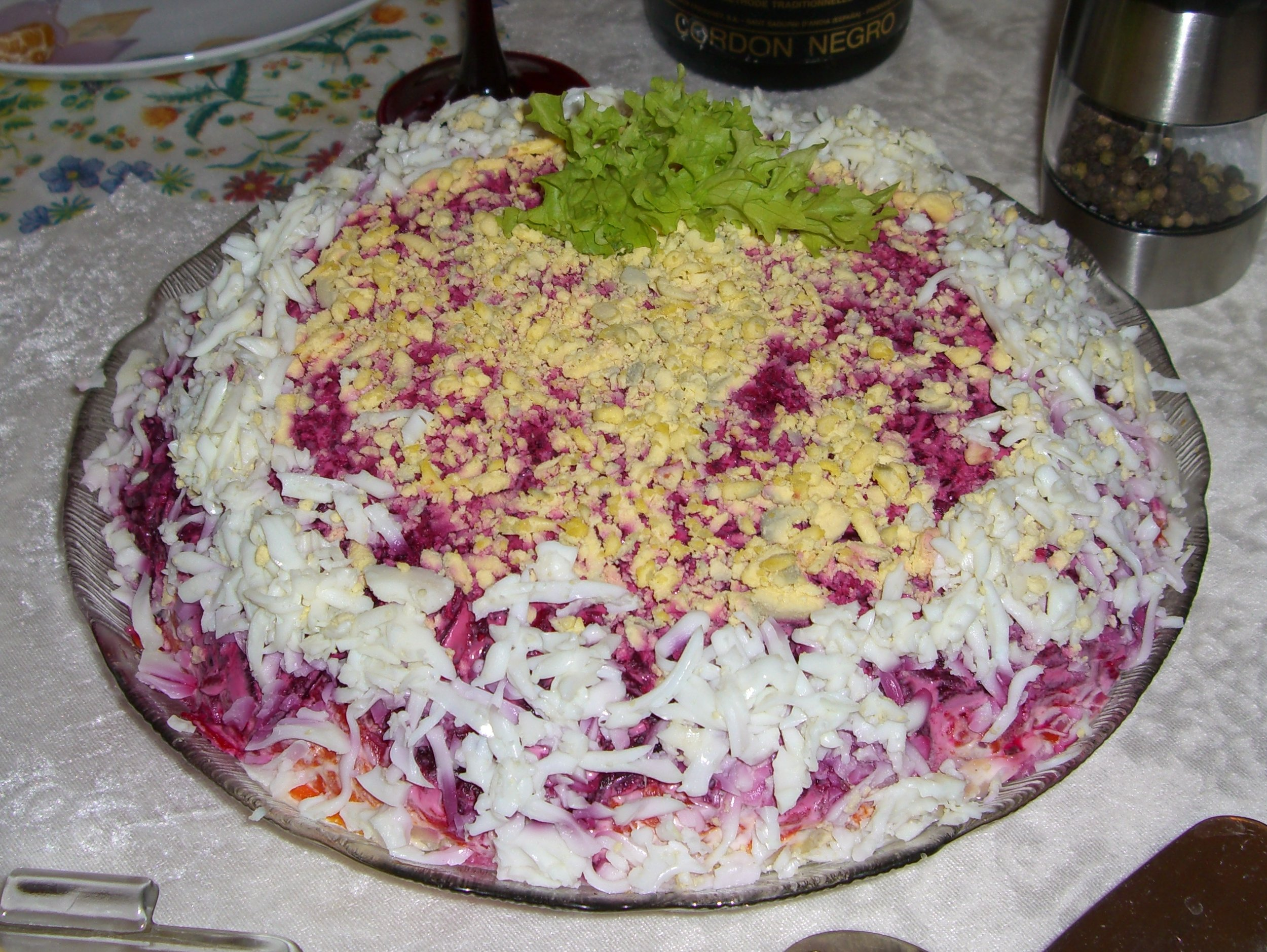
Hareng en fourrure
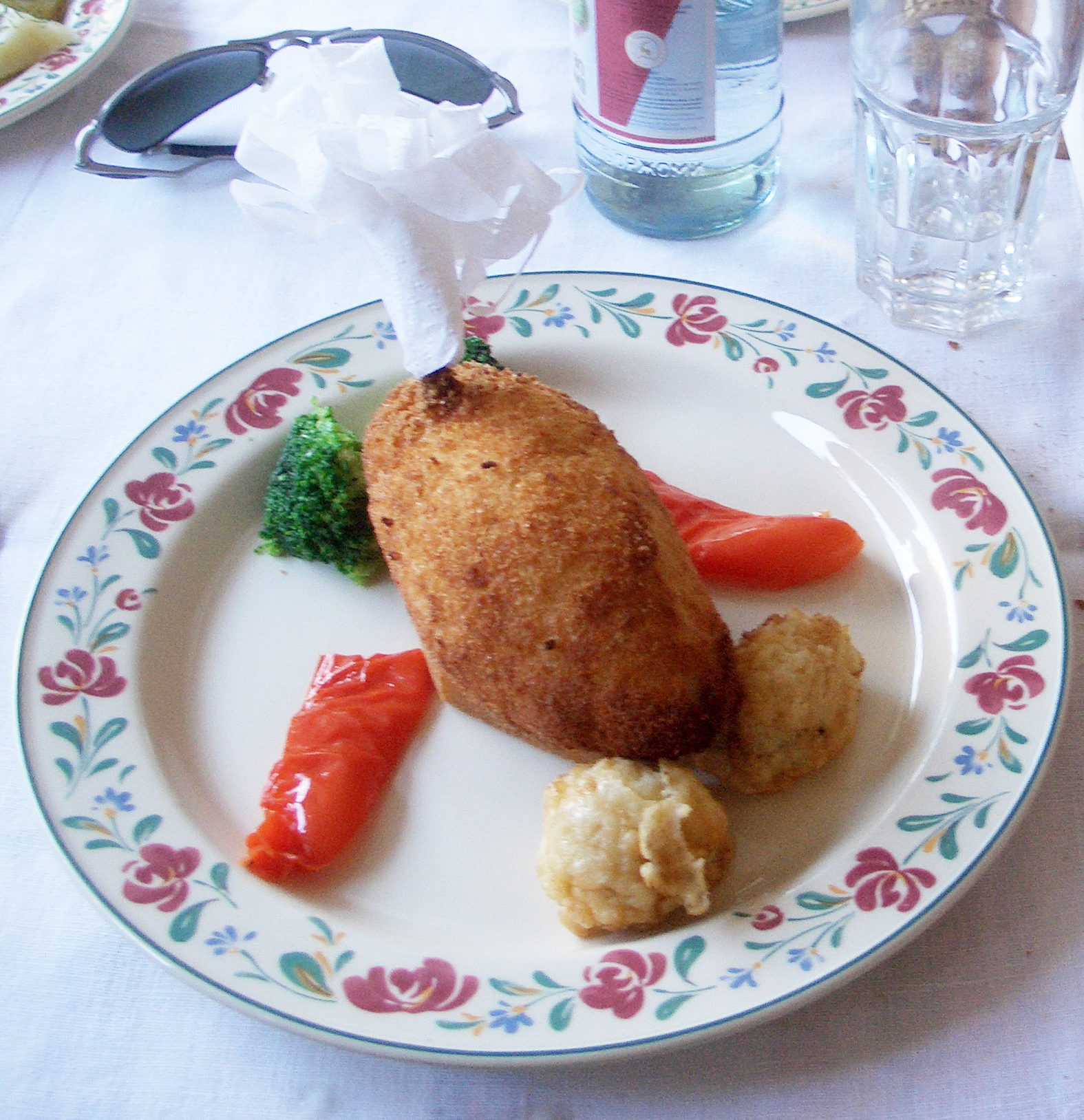
Poulet à la Kiev
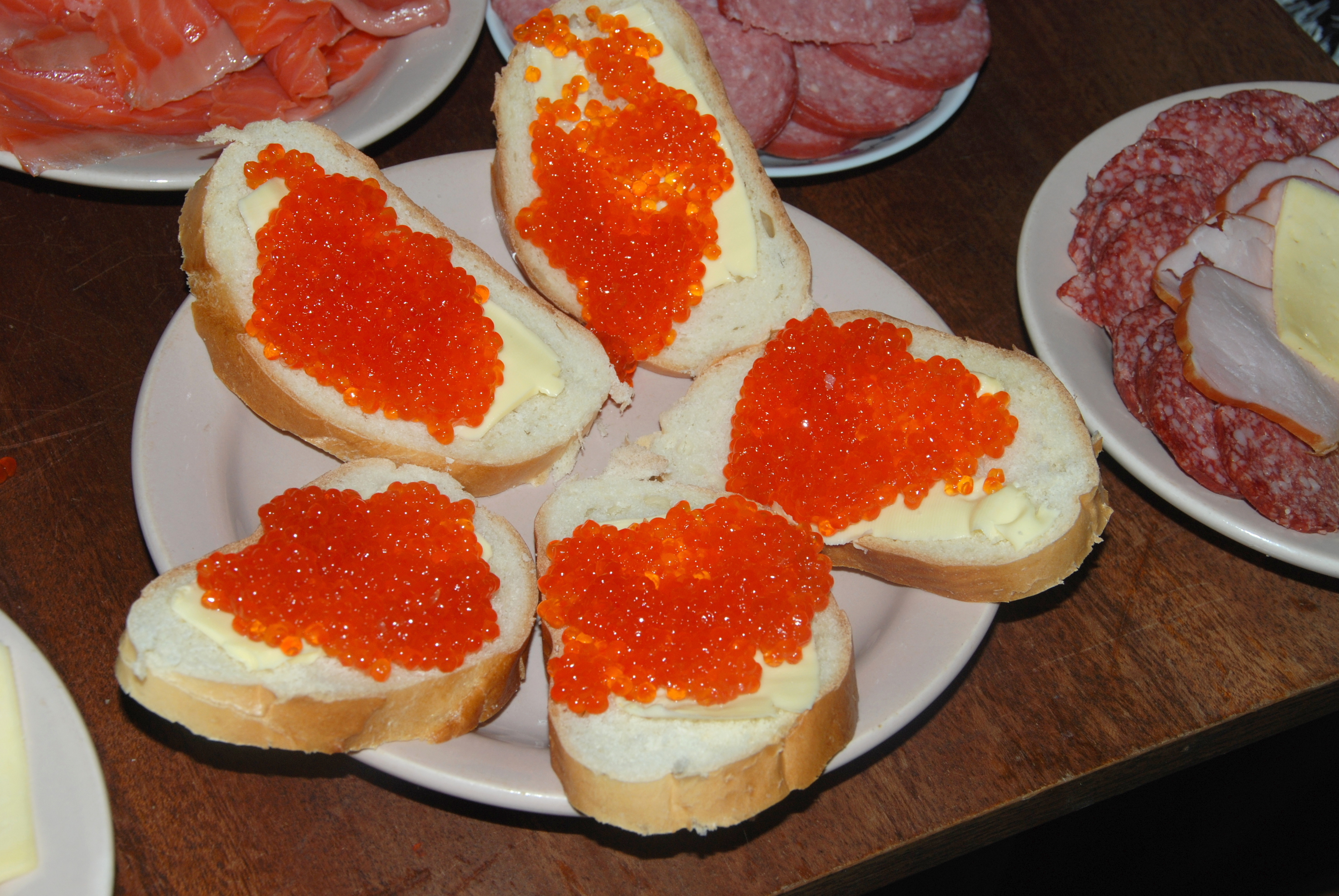
Caviar
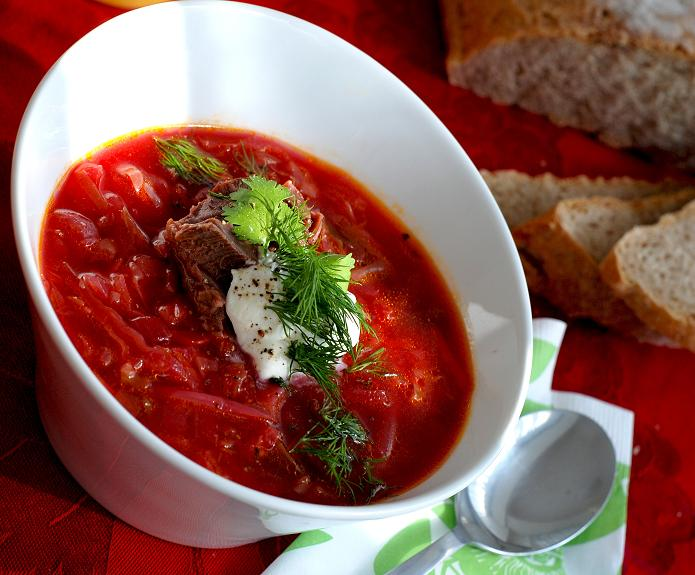
Bortsch
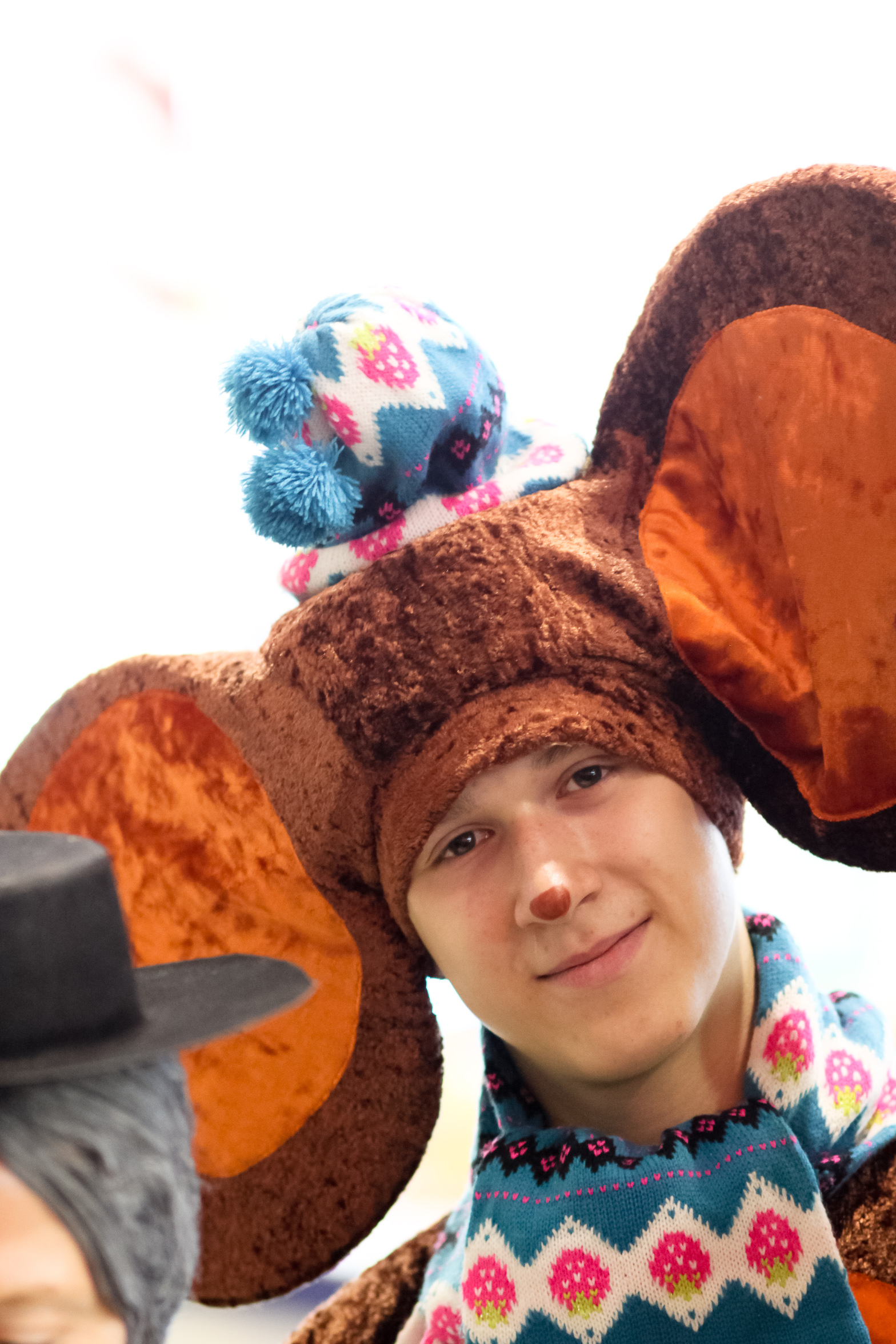
Tchebourachka
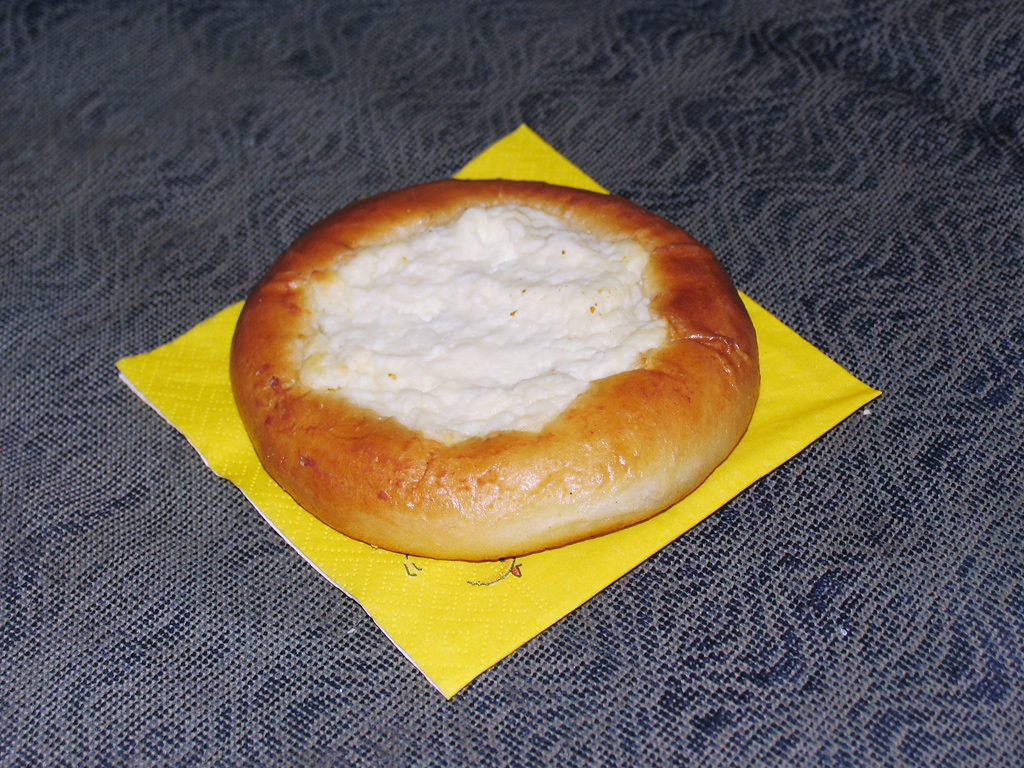
Vatrouchka
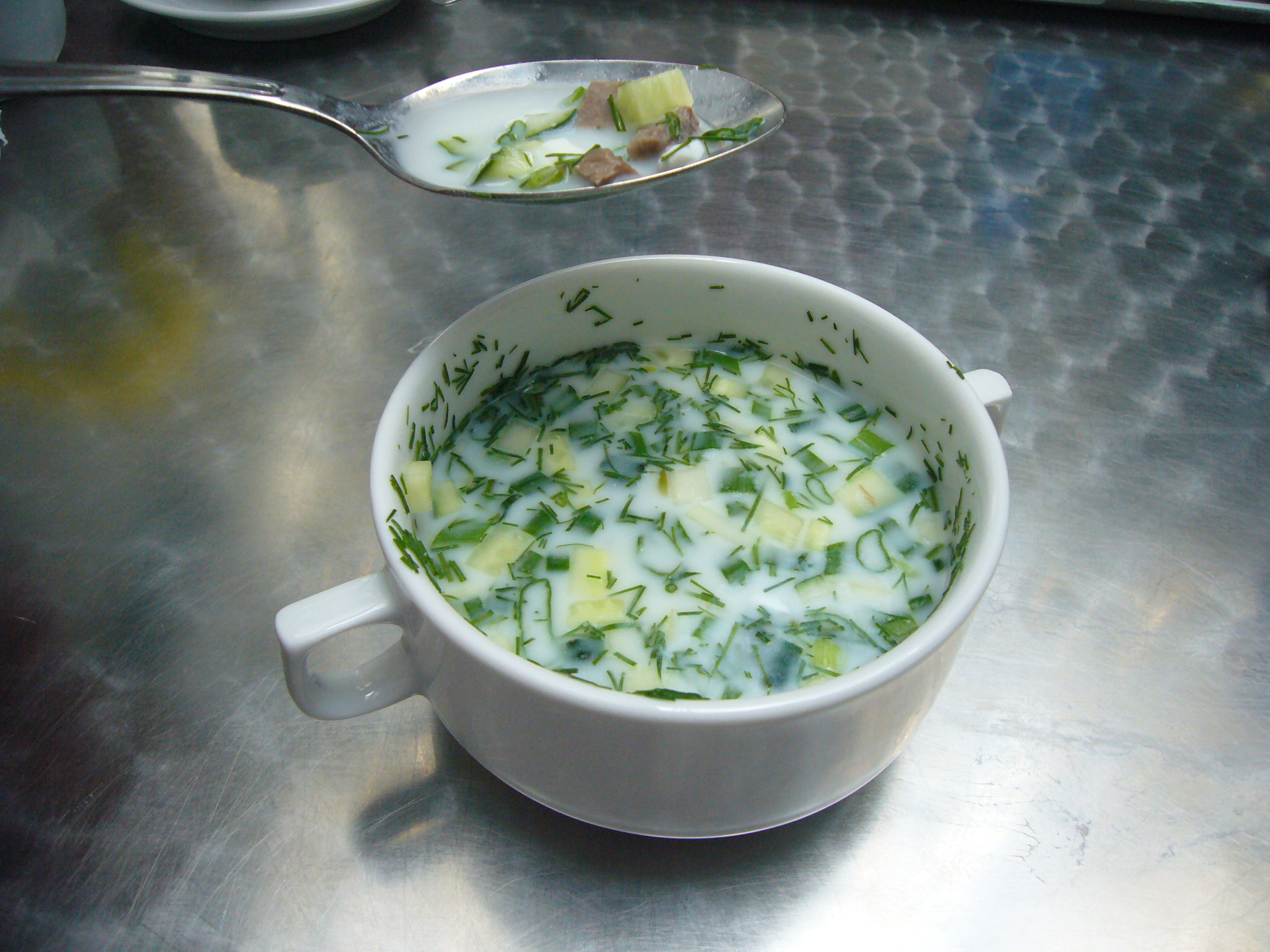
Okrochka
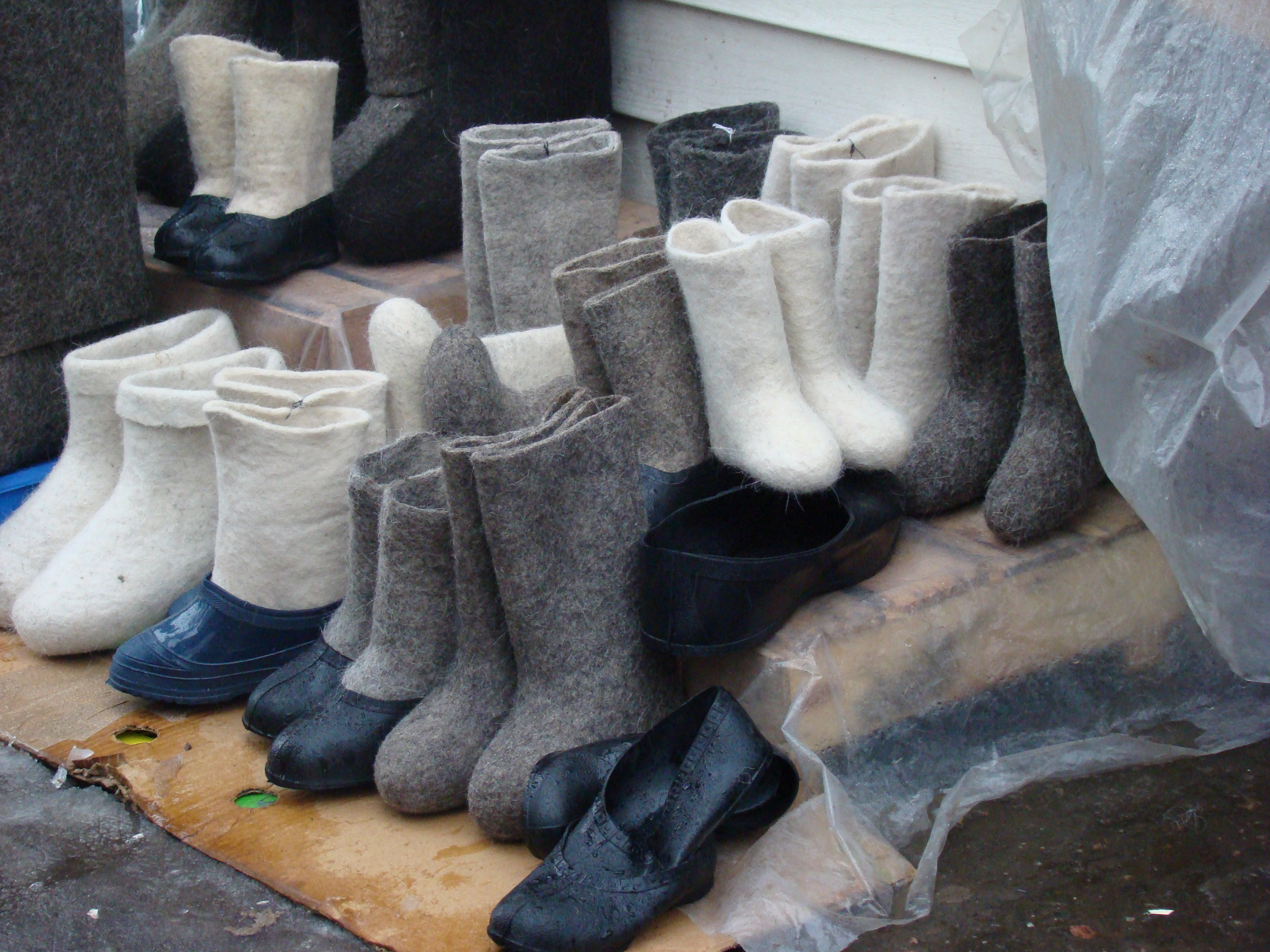
Valenki
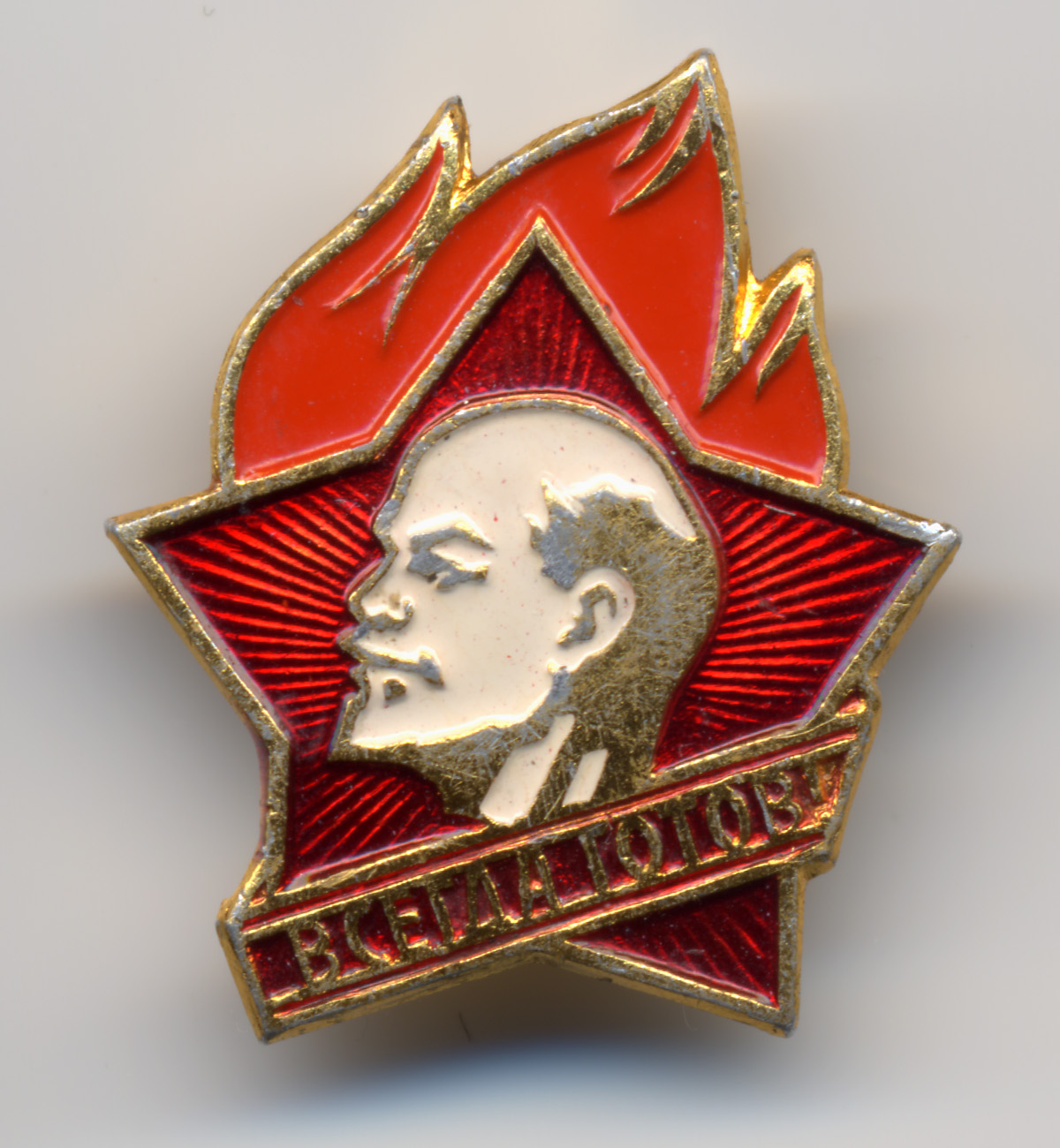
Vladimir Lénine
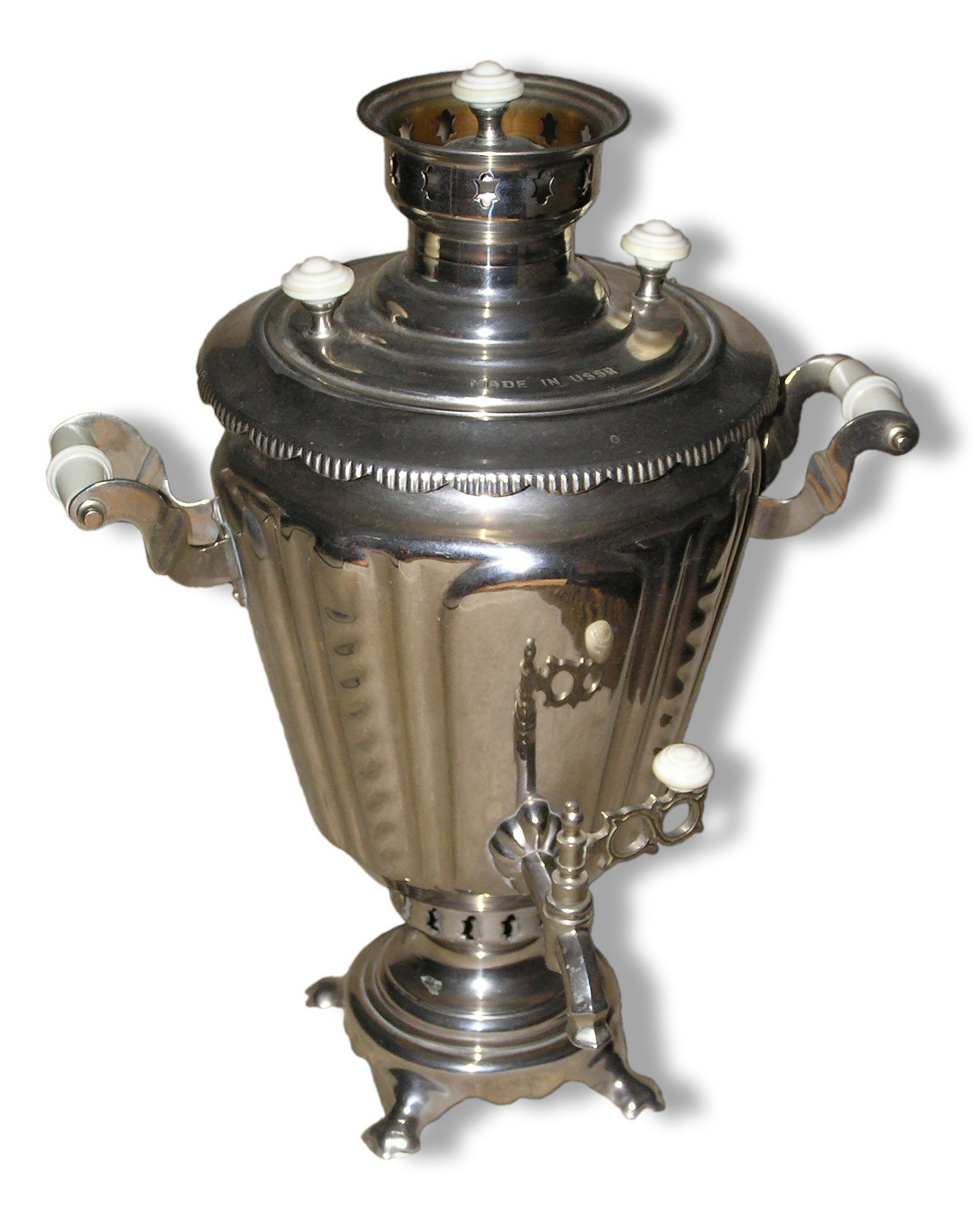
Samovar